# Williams FW35
Chronologie des modèles (2013)
Williams FW34 Williams FW36
La Williams FW35 est la monoplace de Formule 1 engagée par l’écurie britannique Williams F1 Team dans le cadre du championnat du monde de Formule 1 2013. Elle est pilotée par le Vénézuélien Pastor Maldonado, qui effectue sa troisième saison au sein de l'écurie, et le Finlandais Valtteri Bottas, pilote essayeur de l'écurie depuis 2010. Le pilote essayeur est la Britannique Susie Wolff. Conçue par l'ingénieur britannique Mike Coughlan, la FW35 est une évolution de la Williams FW34 de la saison précédente.

## Création de la monoplace
Présentée le 19 février 2013 sur le circuit de Catalogne en Espagne, la FW35 est une évolution de la Williams FW34 de 2012 qui a remporté la première course de l'écurie depuis le Grand Prix du Brésil 2004. Cependant, Mike Coughlan, le concepteur de la FW35, affirme que 80 % des pièces de la monoplace sont nouvelles. La monoplace est en outre dotée d'une nouvelle boîte de vitesses, de nouvelles suspensions arrière et un nouveau fond plat.
Su un plan aérodynamique, la FW35 dispose d'échappements à effet Coanda, qui selon Coughlan, est « un bon coup d'accélérateur » pour l'écurie. La monoplace dispose de plus d'un nouveau museau et aileron avant, inspiré de celui de la Ferrari F138. Enfin, la FW35 arbore un cache esthétique pour dissimuler la cassure du nez de la monoplace.

## Résultats en championnat du monde de Formule 1
| Saison | Écurie           | Moteur               | Pneus   | Pilotes          | Courses | Courses | Courses | Courses | Courses | Courses | Courses | Courses | Courses | Courses | Courses | Courses | Courses | Courses | Courses | Courses | Courses | Courses | Courses | Points inscrits | Classement |
| Saison | Écurie           | Moteur               | Pneus   | Pilotes          | 1       | 2       | 3       | 4       | 5       | 6       | 7       | 8       | 9       | 10      | 11      | 12      | 13      | 14      | 15      | 16      | 17      | 18      | 19      | Points inscrits | Classement |
| ------ | ---------------- | -------------------- | ------- | ---------------- | ------- | ------- | ------- | ------- | ------- | ------- | ------- | ------- | ------- | ------- | ------- | ------- | ------- | ------- | ------- | ------- | ------- | ------- | ------- | --------------- | ---------- |
| 2013   | Williams F1 Team | Renault V8 RS27-2013 | Pirelli |                  | AUS     | MAL     | CHI     | BAH     | ESP     | MON     | CAN     | GBR     | ALL     | HON     | BEL     | ITA     | SIN     | COR     | JAP     | IND     | ABU     | USA     | BRÉ     | 5               | 9e         |
| 2013   | Williams F1 Team | Renault V8 RS27-2013 | Pirelli | Pastor Maldonado | Abd     | Abd     | 14e     | 11e     | 14e     | Abd     | 16e     | 11e     | 15e     | 10e     | 17e     | 14e     | 11e     | 13e     | 16e     | 12e     | 11e     | 17e     | 16e     | 5               | 9e         |
| 2013   | Williams F1 Team | Renault V8 RS27-2013 | Pirelli | Valtteri Bottas  | 14e     | 11e     | 13e     | 14e     | 16e     | 12e     | 14e     | 12e     | 16e     | Abd     | 15e     | 15e     | 13e     | 12e     | 17e     | 16e     | 15e     | 8e      | Abd     | 5               | 9e         |

Légende : ici